# Scytodes longipes simplex
Scytodes longipes simplex is een spinnenondersoort in de taxonomische indeling van de lijmspuiters (Scytodidae).
Het dier behoort tot het geslacht Scytodes. De wetenschappelijke naam van de soort werd voor het eerst geldig gepubliceerd in 1926 door Pelegrin Franganillo-Balboa.